# Cogealac, Constanța
Cogealac (în trecut Domnești, în turcă Kocalak) este satul de reședință al comunei cu același nume din județul Constanța, Dobrogea, România. Se află în partea de nord-est a județului, în Podișul Casimcei. Se află la o distanță de 45 km de Constanța. Este cunoscută de la 1890 - 1905 sub numele Hogeainlik (turcă Poșta Mare), fiind popasul pentru schimbarea cailor poștalioanelor ce străbăteau Dobrogea.
În perioada 1873-1883 localitatea a fost populată cu coloniști de origine germană, cunoscuți ca germani dobrogeni. Primii coloniști veniți au fost 44 de familii de etnici germani, originari din Basarabia. Majoritatea au părăsit localitatea în 1940, fiind strămutați în Germania, sub lozinca Heim ins Reich (Acasă în Reich). La recensământul din 2002 avea o populație de 3316 locuitori.Aceasta localitate este populata in majoritate de aromani (machidoni).
Aici se afla cel mai mare parc eolian terestru din Europa.